# 明石市立明石小学校
明石市立明石小学校（あかししりつ あかししょうがっこう）は、兵庫県明石市山下町にある公立小学校。明石市立明石幼稚園を併設する。

## 概要
明石小学校は、1887年（明治20年）に赤石尋常高等小學校として開校。1987年（昭和62年）には、創立100周年をむかえた。道路と堀を隔てた西側には明石公園があり、北には明石市立文化博物館、南にはJR明石駅や山陽電鉄山陽明石駅が約200メートルと近い。2024年度（令和6年度）現在の児童数は540人。

## 沿革
- 1887年（明治20年） - 赤石尋常高等小學校として開校。
- 1890年（明治23年） - 尋常科校舎が落成。
- 1912年（明治45年） - 講堂が落成。
- 1923年（大正12年） - 赤石尋常小學校校舎を現在地に新築。
- 1932年（昭和7年） - 旧校歌を制定。
- 1941年（昭和16年）4月 - 国民学校令により、明石市立明石國民學校と改称。
- 1947年（昭和22年） - 学制改革により、明石市立明石小学校と改称。しばらく錦城中学校や衣川中学校などの仮校舎を敷地内に置いていた。
- 1954年（昭和29年）4月 - 明石市立明石商業高等学校の仮校舎が敷地内に移転してくる。
- 1955年（昭和30年）10月 - 明石商業高校が独自校舎へ転出。
- 1957年（昭和32年） - 創立70周年。新校歌「空は晴れている」を制定。
- 1970年（昭和45年） - 養護学級を設置。
- 1971年（昭和46年） - 言語障害児学級を設置。
- 1978年（昭和53年） - 校舎改築工事が完了。
- 1979年（昭和54年） - 屋内体育館、プール竣工。病弱児学級を明石市民病院内に設置。
- 1982年（昭和57年） - 中華人民共和国・無錫師範附属小学校と友好提携を結ぶ[2]。
- 1987年（昭和62年） - 創立100周年記念式典を挙行。
- 1995年（平成7年）1月 - 阪神・淡路大震災発生。1週間を臨時休校とし、体育館及び視聴覚室を被災者の避難所に提供。
- 2011年（平成23年） - 体育館耐震工事。
- 2012年（平成24年） - 校舎耐震・トイレ改修・エレベータ設置工事。

## 通学区域
- 明石小学校の通学区域は以下[3]。
  - 太寺4丁目（一部）、山下町、上の丸1丁目～3丁目、明石公園、鷹匠町、茶園場町、相生町2丁目（一部）、鍛冶屋町、桜町、東仲ノ町（中崎小学校の区域を除く）、大明石町1丁目（大観小学校の区域を除く）、大明石町2丁目（一部）、本町1丁目、本町2丁目（大観小学校の区域を除く）

## 進学先中学校
- 卒業生は基本的に明石市立錦城中学校へ進学する。

## 周辺
- 明石公園
  - 兵庫県立図書館
  - 明石市立図書館
- 明石市立文化博物館
- 神戸大学附属幼稚園、附属小学校

## アクセス
- JR西日本明石駅または山陽電鉄山陽明石駅から北へ200m。